# María Tasende
María Tasende (Carballo, 12 dicembre 1977) è un'attrice, ballerina e modella spagnola, nota per aver interpretato il ruolo di Juliana Lorza nella soap Una vita (Acacias 38).

## Biografia
María Tasende è nata il 12 dicembre 1977 a Carballo, in provincia della Coruña, nella comunità della Galizia (Spagna), e oltre alla recitazione si occupa anche di danza e di teatro.

## Carriera
María Tasende nel 2005 ha interpretato il ruolo di Sara nel cortometraggio Bailad para mi diretto da Roberto Pérez Toledo. L'anno successivo, nel 2006, ha ricoperto il ruolo di Lucía nel cortometraggio Recuerdos diretto da Claudia Lorenzo. Nel 2008 ha recitato nella serie Os Atlánticos. Nello stesso anno ha ricoperto il ruolo di Bárbara nel film Rafael diretto da Xavier Bermúdez. Sempre nel 2008 ha recitato nel film Fuori menù (Fuera de carta) diretto da Nacho G. Velilla.
Nel 2008 e nel 2009 ha ricoperto il ruolo di Ana nella serie Padre Casares. Nel 2009 ha recitato nel film televisivo O club da calceta diretto da Antón Dobao. Nel 2009 e nel 2010 ha interpretato il ruolo di Sara Campos Valiño nella serie Matalobos. Nel 2010 ha ricoperto il ruolo di Carmen nel film Retornos diretto da Luis Avilés. Nello stesso anno ha interpretato il ruolo di Antia nel cortometraggio Illa Pedra diretto da Adriana Paramo Perez. Sempre nel 2010 ha partecipato nel programma televisivo Criaturas.
Nel 2011 ha recitato nei film Sinbad diretto da Antón Dobao e in Eduardo Barreiros, el Henry Ford español diretto da Simón Casal. Nel 2013 ha recitato nei film O ouro do tempo diretto da Xavier Bermúdez e in 9 ondas diretto da Simone Saibene. Dal 2013 al 2015 ha interpretato il ruolo di Lidia nella serie El Faro. Nel 2014 ha ricoperto il ruolo di Ruth nel film Os fenómenos diretto da Alfonso Zarauza.
Nel 2015 e nel 2016 è stata scelta da TVE per interpretare il ruolo di Juliana Lorza nella soap opera in onda su La 1 Una vita (Acacias 38) e dove ha recitato insieme ad attori come Raúl Cano, Miguel Diosdado, Cristina Abad, Amparo Fernández, Roger Berruezo, Sheyla Fariña, Sara Miquel e Alejandra Meco. Nel 2016 e nel 2018 ha preso parte al cast della serie Serramoura. Nel 2017 è entrata a far parte del cast della serie Juana de Vega. Vizcondesa do Arado, nel ruolo della Marquesa de Zembran. L'anno successivo, nel 2018, ha interpretato il ruolo di Clara nella web serie Peter Brandon. Nello stesso anno ha recitato nella serie Vivere senza permesso (Vivir sin permiso).
Nel 2020 ha preso parte al cast delle serie La Unidad e Il caos dopo di te (El desorden que dejas). Nello stesso anno ha ricoperto il ruolo della moglie di Diego nella serie Antidisturbios. Nel 2021 ha interpretato il ruolo di Nair nel cortometraggio Fracturas diretto da Fernando Tato. Nel 2022 ha recitato nelle serie Saudade de ti e in Un asunto privado. Nello stesso anno ha recitato nel film Honeymoon diretto da Enrique Otero.

## Filmografia

### Cinema
- Rafael, regia di Xavier Bermúdez (2008)
- Fuori menù (Fuera de carta), regia di Nacho G. Velilla (2008)
- Retornos, regia di Luis Avilés (2010)
- O ouro do tempo, regia di Xavier Bermúdez (2013)
- 9 ondas, regia di Simone Saibene (2013)
- Os fenómenos, regia di Alfonso Zarauza (2014)
- Honeymoon, regia di Enrique Otero (2022)

### Televisione
- Os Atlánticos – serie TV (2008)
- Padre Casares – serie TV (2008-2009)
- O club da calceta, regia di Antón Dobao – film TV (2009)
- Matalobos – serie TV (2009-2010)
- Sinbad, regia di Antón Dobao – film TV (2011)
- Eduardo Barreiros, el Henry Ford español, regia di Simón Casal – film TV (2011)
- El Faro – serie TV (2013-2015)
- Una vita (Acacias 38) – soap opera, 405 episodi (2015-2016)
- Serramoura – serie TV (2016, 2018)
- Juana de Vega. Vizcondesa do Arado – serie TV (2017)
- Vivere senza permesso (Vivir sin permiso) – serie TV (2018)
- La Unidad – serie TV (2020)
- Il caos dopo di te (El desorden que dejas) – serie TV (2020)
- Antidisturbios – serie TV (2020)
- Saudade de ti – serie TV (2022)
- Un affare privato (Un asunto privado) – serie TV (2022)

### Cortometraggi
- Bailad para mi, regia di Roberto Pérez Toledo (2005)
- Recuerdos, regia di Claudia Lorenzo (2006)
- Illa Pedra, regia di Adriana Paramo Perez (2010)
- Fracturas, regia di Fernando Tato (2021)

## Web TV
- Peter Brandon – serie TV (2018)

## Teatro
- La katarsis del tomatazo (2001-2005)
- La cruel Casandra (2006)
- Mara-Bunta (2004-2008)
- Estigma (2008)
- Ocupa Madrid (2013-2014)
- Soga e Cinsa (2021)
- A familia real (2021-2022)

## Programmi televisivi
- Criaturas (2010)

## Doppiatrici italiane
Nelle versioni in italiano dei suoi film e delle sue serie TV, María Tasende è stata doppiata da:
- Michela Alborghetti in Il caos dopo di te
- Marcella Silvestri[20] in Una vita[21]

## Riconoscimenti
- Ourense Independent Film Festival
  - 2010: Vincitrice come Miglior attrice in un cortometraggio per Illa Pedra